# Retiración
En artes gráficas y en encuadernación, se llama retiración a las caras interiores de las tapas del libro, es decir, a la parte posterior de la tapa (retiración de tapa) y a la anterior de la contratapa (retiración de contratapa). En los libros encuadernados en rústica las retiraciones son simplemente el envés de las tapas; sin embargo, en un libro encuadernado en tapa dura, las retiraciones son piezas independientes adheridas por la parte interior de las tapas.
La tapa, la contratapa y el lomo del libro, junto con las dos retiraciones, forman la cubierta, o encuadernación. Es habitual que la cubierta se cubra con un papel sin adherir que la protege, llamado sobrecubierta.
Lo más frecuente es que las retiraciones se publiquen en blanco, o hechas con un papel de color o con dibujos geométricos. En contadas ocasiones se imprimen. En otras se emplean para encartar en ellas pliegos de mayor formato que el libro, como planos o gráficos. Un ejemplo de esto último es la edición original de El hobbit. Las retiraciones son uno de los lugares del libro donde suele ser colocado el ex libris por sus propietarios.
Si en vez de un libro estamos hablando de una revista o comic book el término retiración sigue siendo válido, pero se conocen como retiración de cubierta y retiración de contracubierta. Son un lugar preciado para emplazar publicidad.